# HQ-19
Le HQ-19 (nom de code OTAN : CH-AB-2) est un système anti-missile balistique (ABM) et anti-satellite (ASAT) développé par la République populaire de Chine,. Il s'agit d'une variante du système de missiles sol-air à longue portée HQ-9 qui est lui même dérivé du système S-300. Le système HQ-19 est conçu pour contrer les missiles balistiques de moyenne portée. Il cible les missiles balistiques dans leurs phases intermédiaire et terminale, comparable au THAAD américain. Le missile pourrait avoir « commencé ses opérations préliminaires » d'ici 2018.

## Conception et développement

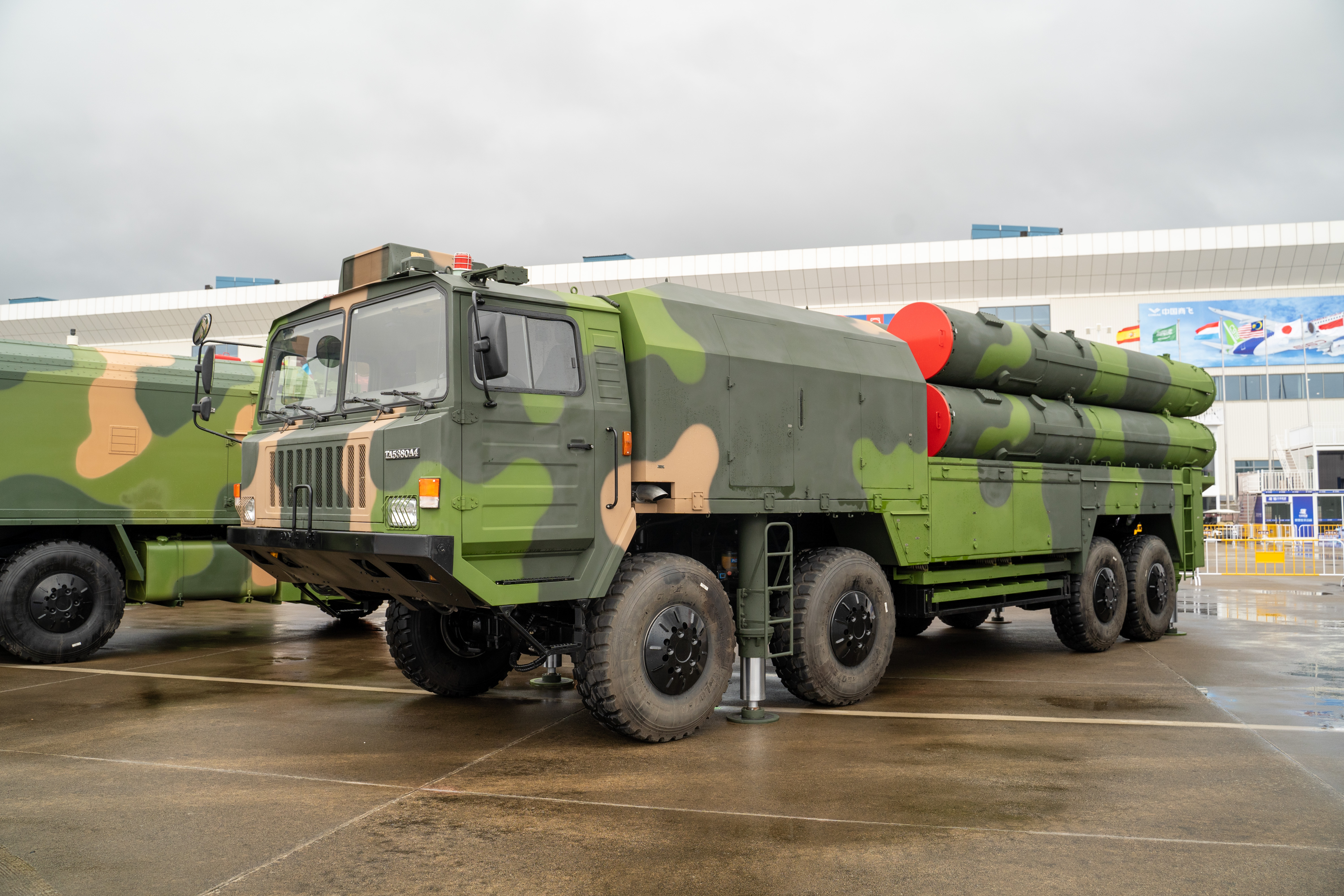
Lanceur HQ-19 au salon aéronautique de Zhuhai 2024.

Le HQ-19 a été développé dans le cadre du programme 863, lancé à la fin des années 1990. Le missile a été testé avec succès en 1999, avec de nombreux rapports confirmant sa capacité à atteindre des cibles à une altitude de 200 km et une vitesse de 10 000 m/s. Plusieurs autres tests ont été menés dans les années 2010, et le ministère chinois de la Défense nationale a certifié les capacités du missile en 2021. Le missile est entré en opération limitée en 2018,  et a été dévoilé publiquement au salon aéronautique de Zhuhai en 2024,.
Le HQ-19 est conçu pour intercepter les missiles balistiques, contrer les planeurs hypersoniques et engager les satellites, largement comparable au Système de défense antimissile à haute altitude (acronyme THAAD en anglais) et SM-3. Le missile est guidé par le radar Type 610A qui fonctionne en bande X avec une portée de détection qui serait de 4 000 km. Le missile utilise un guidage radar et infrarouge, avec une fenêtre infrarouge montée sur les côtés pour réduire les interférences atmosphériques. Le missile est propulsé par un moteur à propergol solide de deux étages et à double impulsion, permettant au missile d'atteindre une impulsion spécifique de 260 secondes. Le missile est construit en fibre de carbone, offrant un cadre rigide pour résister à 60 G lors des manœuvres. La méthode d'interception est l'impact direct via le véhicule cinétique exo-atmosphérique.

## Description
La version du TEL exposée au salon de Zhuhai consiste en un véhicule 8x8 avec 6 silos à missile installés à l'arrière. D'autres images montrent le véhicule équipé de seulement 2 silos mais beaucoup plus imposants.